# Lothagam

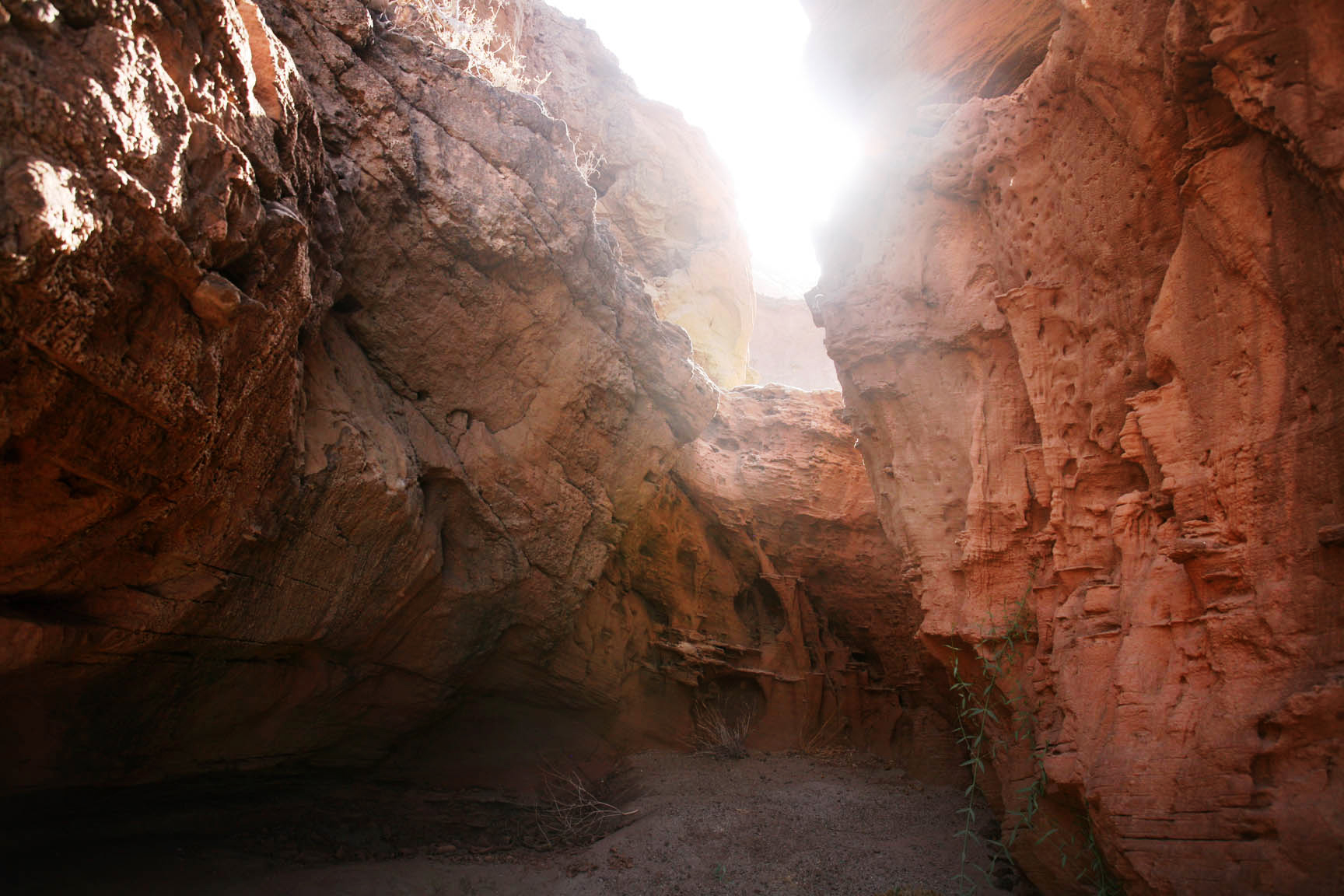
Caverna en el sitio paleontológico de Lothagam en Turkana, Kenia.

Lothagam es una formación geológica ubicada en Kenia, cerca de la costa suroeste del lago Turkana, a 55 kilómetros de Kanapoi. Está ubicado entre los ríos Kerio y Lomunyenkuparet en un bloque de fallas elevado. Lothagam tiene depósitos que datan del período Mioceno-Plioceno y aquí se han recuperado numerosos hallazgos paleontológicos. También se encuentran sitios arqueológicos en Lothagam que datan del Holoceno, incluidos el sitio del arpón de Lothagam y el North Pillar Site, sitio del Pilar Norte de Lothagam.
En el yacimiento paleontológico de Lothagam se encontraron restos de homínidos cuya antigüedad se estima entre 5 y 6 millones de años y en estratos superiores restos de una cultura mesolítica de entre 9 y 7 mil quinientos años de antigüedad asociada a grupos de cazadores recolectores.

## Historia
Bryan Patterson de la Universidad de Harvard fue, en 1967, el primero en realizar investigaciones paleontológicas en Lothagam. Meave Leakey también ha llevado a cabo una extensa investigación paleontológica en Lothagam.

## Hallazgos
Los fósiles encontrados en este sitio paleontológico se catalogan con las siglas KNM-LT, por Kenya National Museum y Lothagam, seguidas de un número de orden.
Entre otros hallazgos se encuentran los siguientes:
- KNM-LT 329 o mandíbula de Lothagam;[5]

- Lothagam 4b.[6]